# Aapua
Aapua è una piccola località (småort in svedese) del comune di Övertorneå (contea di Norrbotten, Svezia).
Poco più a sud si trova il lago Aapuajärvi, mentre la località è attraversata dal fiume Aapuajoki.
Nel 2005 la popolazione era di 122 abitanti.
Nel 2005 vennero costruite 7 turbine eoliche sul vicino monte Etu-Aapua. Queste turbine sono considerate tra le più efficienti della Svezia